# Kaufhof (Elberfeld)

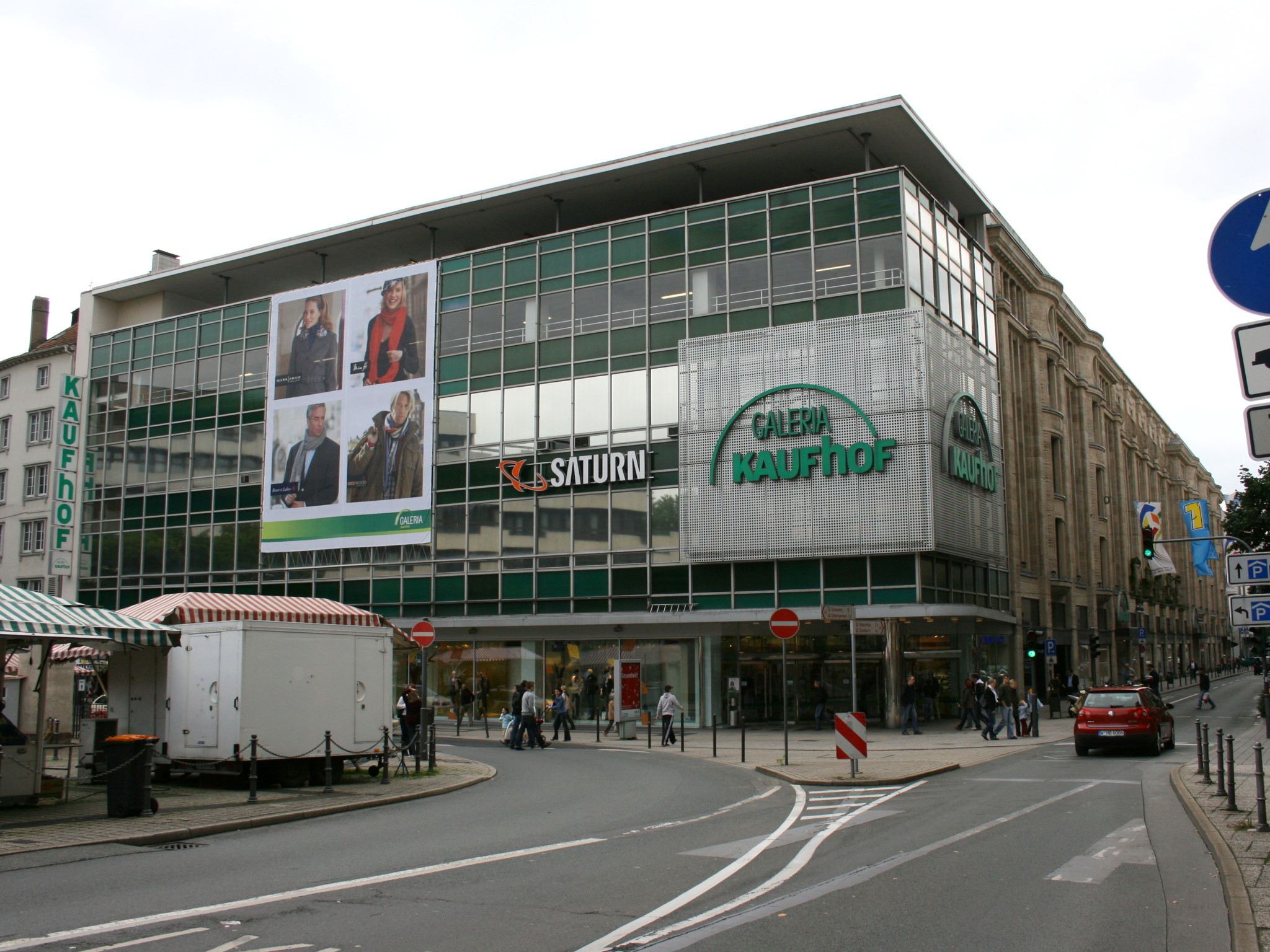
Ostfassade zum Neumarkt von 1960 (Ansicht 2008)

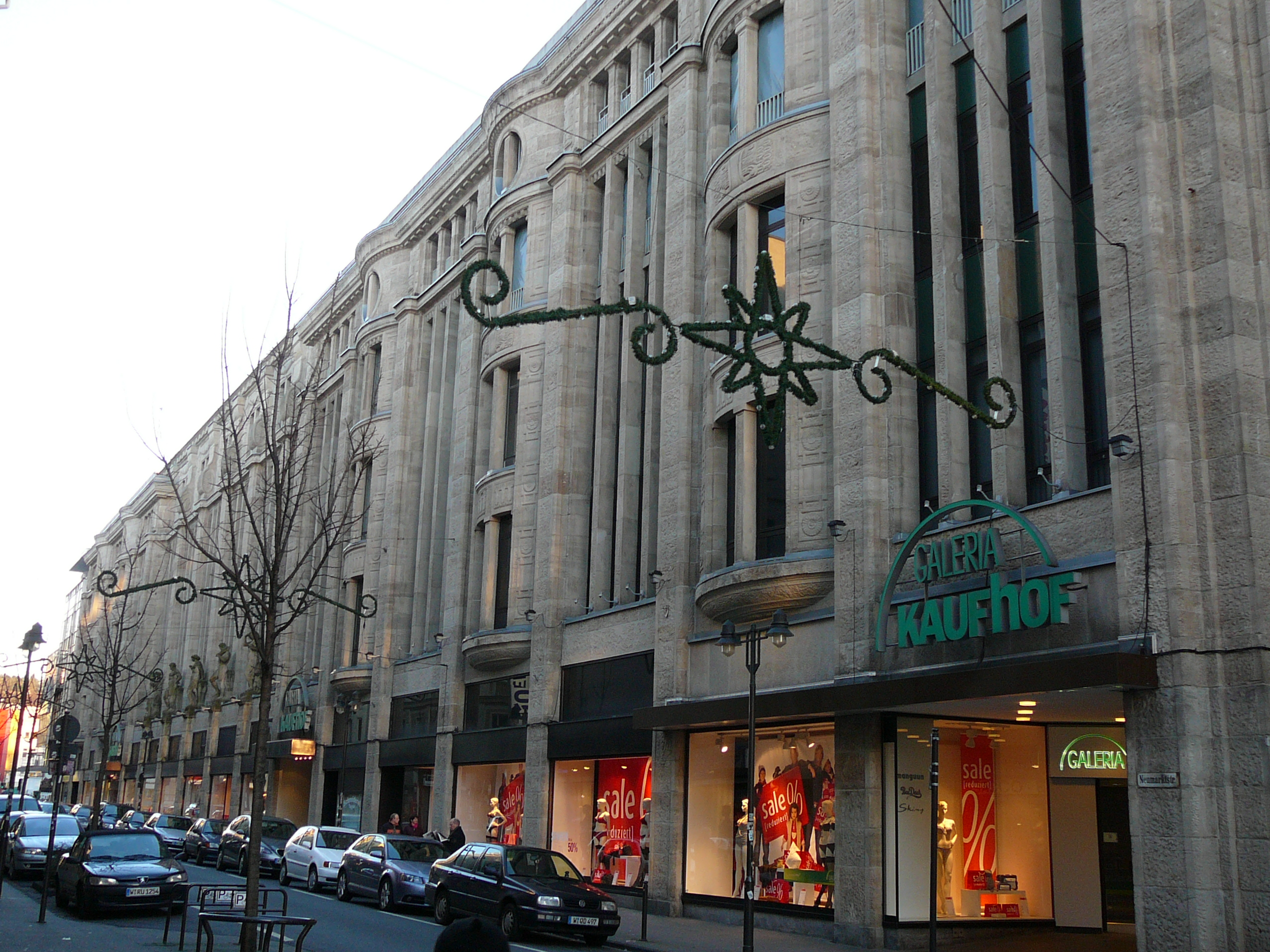
Nordfassade zur Neumarktstraße von 1912 (Ansicht 2008)

Der Kaufhof war eine Filiale der gleichnamigen Warenhauskette in Wuppertal-Elberfeld. Das 1912 als Warenhaus Tietz eröffnete Gebäude von Wilhelm Kreis gilt als bedeutendes Zeugnis der Architektur kurz vor dem Ersten Weltkrieg. Nach der Enteignung der jüdischen Eigentümer wurde das Warenhaus ab 1933 als Kaufhof betrieben. Nach Kriegsschäden wurde 1960 eine neue Vorhangfassade zum Neumarkt sowie ein Parkhaus nach Entwürfen von Hermann Wunderlich und Reinhold Klüser fertiggestellt.
Später als Galeria Kaufhof und zuletzt als Galeria firmierend, wurde die Filiale im Januar 2024 geschlossen. Das Gebäude steht mit den Ergänzungen der Nachkriegszeit unter Denkmalschutz. Kurzfristig wird der Bau für einen Einzelhandelsdiscounter genutzt und soll längerfristig unter anderem als neuer Standort der Stadtbibliothek dienen.

## Beschreibung
Das vier- bis fünfgeschossige Gebäude befindet sich im nördlichen Teil der Elberfelder Innenstadt auf einem Grundstück, welches im Norden durch die Neumarktstraße und im Westen durch die Grünstraße begrenzt wird. Nach Süden schließt andere Bebauung sowie nach Osten der Neumarkt, ein großer innerstädtischer Platz, an.
Die Langseite des Gebäudes bestand zur Neumarktstraße aus zwanzig Achsen in drei Abschnitten. Der mittlere sechsachsige Abschnitt mit einer Gliederung aus Kolossalpilastern war jeweils von zwei siebenachsigen Abschnitten flankiert. Die zwei östlichsten Achsen wurden bei der Sanierung 1960 durch eine grüne Rasterfassade ersetzt. Der mittlere Fassadenabschnitt wurde von einem Giebel überspannt, der noch jeweils eine Achse der seitlichen Abschnitte mit einbezog. Dieser Giebel ist nicht erhalten.
Von den identisch gestalteten Giebelwände des Altbaus ist nur die zur Grünstraße nach Westen teilweise erhalten, während die Ostfassade zum Neumarkt 1960 ebenfalls durch eine grüne Rasterfassade ersetzt wurde. Über der dreiachsigen Gestaltung befand sich ein nicht erhaltener großer Giebel.

## Geschichte

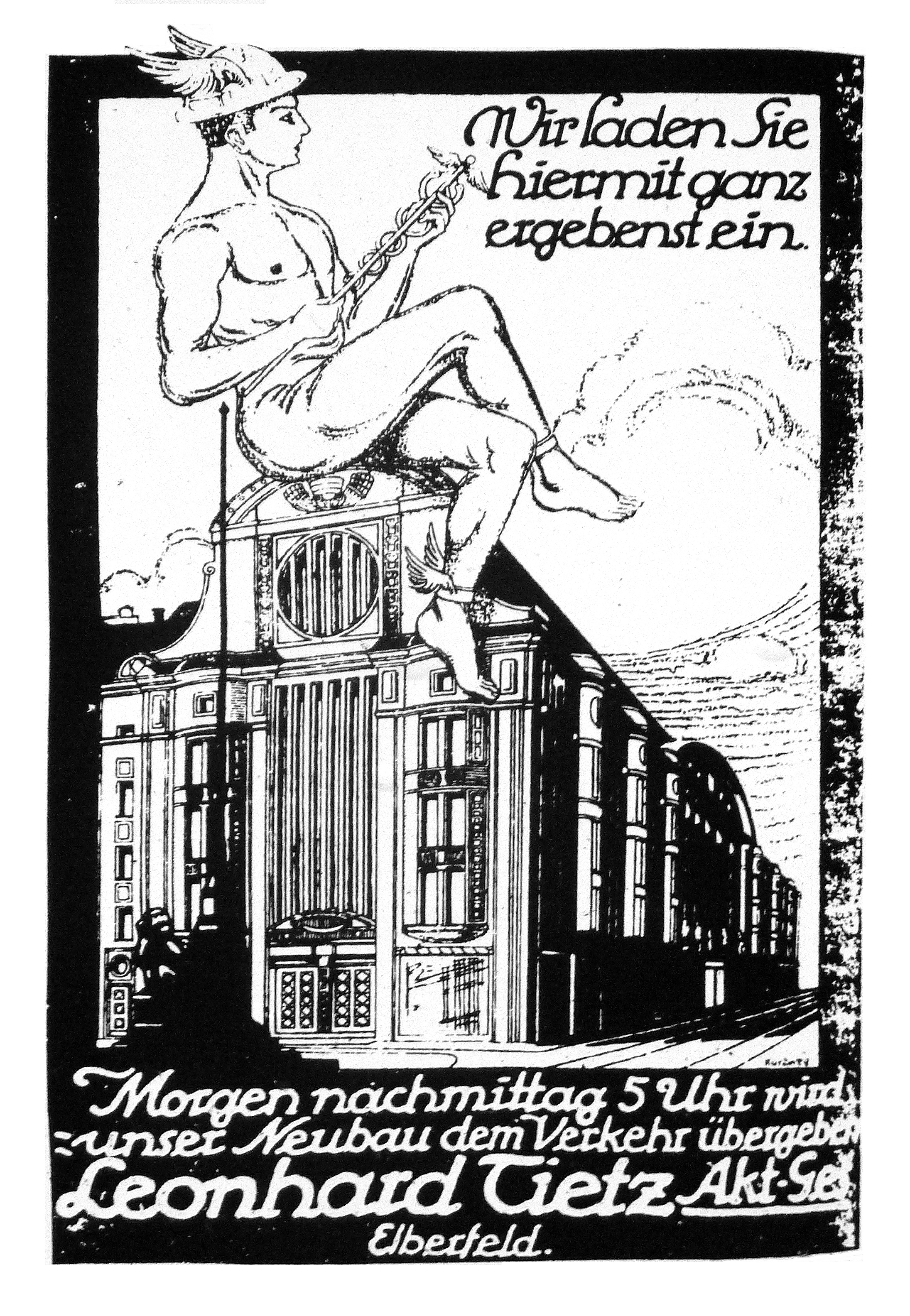
Inserat zur Eröffnung 1912 mit Darstellung der ursprünglichen Giebelfassaden

Das Warenhaus Tietz wurde vom Architekten Wilhelm Kreis, einem damals führenden Architekten, entworfen. Kreis war bereits unter anderem durch den Bismarckturm in Wuppertal als Architekt hervorgetreten. Bauherr des Gebäudes war die Leonhard Tietz AG, die es als Mehrabteilungskaufhaus nach französischem Vorbild konzipierte. Das Warenhaus wurde von 1910 bis 1912 gebaut und am 24. April 1912 eröffnet. Bereits 1917 und erneut 1929 wurde der Bau erweitert. Die immense Vielfalt der Waren unter einem Dach bot der damaligen Bevölkerung ein völlig neues Einkaufserlebnis. Zuvor bestand bereits ab 1885 an der Herzogstraße eine erste Filiale, die als erstes Warenhaus Deutschlands galt.
Unter der Herrschaft des Nationalsozialismus wurde das Kaufhaus Tietz als sogenanntes „undeutsches Warenhaus“ als eines der ersten Unternehmen in Wuppertal Opfer antijüdischer Boykottaufrufe. Nach einem ersten, nicht sehr erfolgreichen Versuch am 10. März 1933 zeigte der reichsweite Boykottaufruf der Nationalsozialisten, unterstützt durch den „General-Anzeiger“ und andere Zeitungen, schon starke Wirkungen. Die Boykotte waren die Vorboten der kurz darauf erfolgten Enteignung und „Arisierung“. Schon im Juli erfolgte die Umbenennung der Leonhard Tietz AG in „Westdeutsche Kaufhof AG“.
Das im Krieg teilweise zerstörte Warenhaus wurde nach 1945 wieder aufgebaut. 1959/1960 wurde das Gebäude nach Plänen von Hermann Wunderlich und seinem Mitarbeiter Reinhold Klüser umgebaut. Die markante, fast sakral anmutende Sandsteinfassade am Neumarkt und an der Ecke zur Neumarktstraße wurde dabei durch eine Vorhangfassade mit teils verglasten Rasterelementen in den Konzernfarben ersetzt. Auf der Rückseite wurde eine Spindel angebaut, mit der Pkw die neuen Parkdecks auf dem Dach erreichen konnten.
Die Umsetzung des Galeria-Konzeptes der Firma Kaufhof erfolgte im Jahr 2000. Im März 2023 verkündete die insolvente Galeria, das Kaufhaus zum Februar 2024 zu schließen. Letzter Verkaufstag war der 16. Januar 2024. Am 13. November 2024 eröffnete eine Filiale des Discounters TEDi im Erdgeschoss des Gebäudes. Langfristig ist eine Nutzung unter anderem als Stadtbibliothek vorgesehen.

## Denkmalschutz
Die historischen Fassaden im Norden (Neumarktstraße) und Westen (Grünstraße) stehen seit 1994 aus städtebaulichen, wissenschaftlichen und künstlerischen Gründen unter Denkmalschutz. Das LVR-Amt für Denkmalpflege im Rheinland beantragte im Mai 2024 eine Unterschutzstellung der Nachkriegsfassade und der Spindel als Zeugnis der Warenhausarchitektur der 1950er Jahre.